# Mubarak Center
El Mubarak Center —conocido también como Sheikh Zayed Centre—, fue la propuesta de un complejo de uso mixto para que las obras de preparación del sitio se inició en Lahore, Pakistán. El complejo era incluir torres de oficinas y residenciales, así como salas de conferencias y un centro comercial. Una vez completada,  Mubarak Tower 1 iba a ser el edificio más alto en Pakistán. La altura del edificio se han hecho visibles desde la vecina India, y habría permitido que los residentes de las opiniones pisos superiores del Templo Dorado de Amritsar (aproximadamente 50 km de distancia) en los días claros. El complejo contará con 5 torres, un centro comercial y salas de conferencias.
La torre 1, tendrá 250 metros de altura; la torre 2 cerca de 100 metros; las torres 3, 4 y 5, 188 metros.

## Construcción
El complejo comenzó a construirse en el año 2007, se hicieron excavaciones dentro del espacio de 11 hectáreas de entre unos 5 u 8 metros de profundidad.
En septiembre de 2009,  Chaudhry Pervaiz Elahi , líder de la Liga Musulmana de Pakistán y el exministro jefe de Punjab , dijo que el jeque Mubarak Al Nahyan empresa había pospuesto el proyecto de construcción del Mubarak Center en Lahore. Elahi alegó que la actitud inapropiada y falta de interés por parte del Punjab, el ministro jefe Shahbaz Sharif había obligado a los inversionistas extranjeros del proyecto a salir, afirmando que el proyecto era uno de varios que habían sido "consumido por las políticas erróneas del titular del gobierno de Punjab y su actitud de represalia ".
En noviembre del 2011, se reabrió la construcción del complejo, hasta el momento aún se hacen trabajos en el terreno excavado; sin llegar aún al nivel de la calle.